# クリテリウム・デュ・ドフィネ2010
クリテリウム・デュ・ドフィネ2010は、クリテリウム・デュ・ドフィネ（Critérium du Dauphiné、旧名クリテリウム・デュ・ドフィネ・リベレ）の62回目の大会。2010年6月6日から13日まで行われた。

## プレビュー
- 大会2連覇中のアレハンドロ・バルベルデが、オペラシオン・プエルトに絡むドーピング問題により、スポーツ仲裁裁判所(CAS)から、2年間出場停止の裁決が下されたことにより出場不可となった。
- 当年大会より、開催主催者がアモリ・スポル・オルガニザシオン(ASO)へと代わった。
- ラルプ・デュエズがコースとして設けられている。

### 参加チーム
- Ag2r-ラ・モンディアル
- アスタナ
- ケス・デパーニュ
- エウスカルテル・エウスカディ
- フートン・セルベット
- フランセーズ・デ・ジュー
- ガーミン・トランジションズ
- ランプレ-ファルネーゼ・ヴィーニ
- リクイガス・ドイモ
- オメガファーマ・ロット
- クイックステップ
- ラボバンク
- チーム・HTC - コロンビア
- チーム・カチューシャ
- チーム・ミルラム
- チーム・レディオシャック
- チーム・サクソバンク
- チーム・スカイ
- Bbox ブイグテレコム
- コフィディス
- ソール・ソジャスュン

## 日程

### 総合上位選手
| 区間       | 月日 | スタート － ゴール                                 | km    | 総合1位                  | 時間           | 総合2位                        | 時間差   | 総合3位                        | 時間差   | 総合4位                      | 時間差   | 総合5位                | 時間差   |
| ---------- | ---- | -------------------------------------------------- | ----- | ------------------------ | -------------- | ------------------------------ | -------- | ------------------------------ | -------- | ---------------------------- | -------- | ---------------------- | -------- |
| プロローグ | 6/6  | エヴィアン＝レ＝バン(ITT)                          | 6.8   | アルベルト・コンタドール | 8分34秒        | ティジェイ・ヴァン・ガーデレン | +02秒    | ヤネス・ブライコヴィッチ       | +05秒    | ジェライント・トーマス       | +10秒    | ダリオ・カタルド       | +12秒    |
| 1          | 6/7  | エヴィアン＝レ＝バン － サン＝ローラン＝デュ＝ポン | 191.0 | アルベルト・コンタドール | 4時間55分58秒  | ティジェイ・ヴァン・ガーデレン | +02秒    | ヤネス・ブライコヴィッチ       | +05秒    | ジェライント・トーマス       | +10秒    | ダリオ・カタルド       | +12秒    |
| 2          | 6/8  | アノネイ － ブール＝サンタンデオル                 | 177.0 | アルベルト・コンタドール | 9時間20分08秒  | ティジェイ・ヴァン・ガーデレン | +02秒    | ヤネス・ブライコヴィッチ       | +05秒    | ジェライント・トーマス       | +10秒    | ダリオ・カタルド       | +12秒    |
| 3          | 6/9  | モントゥー － ソルゲ(ITT)                          | 49.0  | ヤネス・ブライコヴィッチ | 10時間22分04秒 | デヴィッド・ミラー             | +36秒    | ティジェイ・ヴァン・ガーデレン | +50秒    | アルベルト・コンタドール     | +1分41秒 | ジェライント・トーマス | +2分01秒 |
| 4          | 6/10 | サン＝ポール＝トロワ＝シャトー － リズル           | 210.0 | ヤネス・ブライコヴィッチ | 16時間25分44秒 | ティジェイ・ヴァン・ガーデレン | +1分15秒 | アルベルト・コンタドール       | +1分41秒 | デヴィッド・ミラー           | +1分56秒 | ニコラ・ヴォゴンディ   | +2分43秒 |
| 5          | 6/11 | セル・シュヴァリエ － グルノーブル                 | 143.5 | ヤネス・ブライコヴィッチ | 19時間55分04秒 | ティジェイ・ヴァン・ガーデレン | +1分15秒 | アルベルト・コンタドール       | +1分41秒 | デヴィッド・ミラー           | +1分56秒 | ニコラ・ヴォゴンディ   | +2分43秒 |
| 6          | 6/12 | クロル － ラルプ・デュエズ                         | 151.5 | ヤネス・ブライコヴィッチ | 24時間26分05秒 | アルベルト・コンタドール       | +1分41秒 | ティジェイ・ヴァン・ガーデレン | +2分41秒 | ユルヘン・ファンデンブルック | +3分46秒 | ニコラ・ヴォゴンディ   | +4分01秒 |
| 7          | 6/13 | アルヴァール － サランシュ                         | 148.0 | ヤネス・ブライコヴィッチ | 28時間06分28秒 | アルベルト・コンタドール       | +1分41秒 | ティジェイ・ヴァン・ガーデレン | +2分41秒 | ユルヘン・ファンデンブルック | +3分46秒 | ジェローム・コペル     | +4分17秒 |

### 各区間上位選手
| 区間       | 月日 | スタート － ゴール                                 | km    | 区間1位                          | 時間          | 区間2位                        | 時間差 | 区間3位                          | 時間差 | 区間4位                        | 時間差   | 区間5位                        | 時間差 |
| ---------- | ---- | -------------------------------------------------- | ----- | -------------------------------- | ------------- | ------------------------------ | ------ | -------------------------------- | ------ | ------------------------------ | -------- | ------------------------------ | ------ |
| プロローグ | 6/6  | エヴィアン＝レ＝バン(ITT)                          | 6.8   | アルベルト・コンタドール         | 8分34秒       | ティジェイ・ヴァン・ガーデレン | +02秒  | ヤネス・ブライコヴィッチ         | +05秒  | ジェライント・トーマス         | +10秒    | ダリオ・カタルド               | +12秒  |
| 1          | 6/7  | エヴィアン＝レ＝バン － サン＝ローラン＝デュ＝ポン | 191.0 | グレガ・ボレ                     | 4時間47分24秒 | ペーター・ヴェリトス           | 同     | ジェライント・トーマス           | 同     | ストゥヴ・シェネル             | 同       | クリストフ・リブロン           | 同     |
| 2          | 6/8  | アノネイ － ブール＝サンタンデオル                 | 177.0 | フアン・ホセ・アエド             | 4時間24分10秒 | マルティン・ライマー           | 同     | グレガ・ボレ                     | 同     | セバスティアン・シャヴァネル   | 同       | ローガー・クルーゲ             | 同     |
| 3          | 6/9  | モントゥー － ソルゲ(ITT)                          | 49.0  | ヤネス・ブライコヴィッチ         | 1時間01分51秒 | デヴィッド・ミラー             | +26秒  | エドヴァルド・ボアソン・ハーゲン | +43秒  | ティジェイ・ヴァン・ガーデレン | +53秒    | デニス・メンショフ             | +55秒  |
| 4          | 6/10 | サン＝ポール＝トロワ＝シャトー － リズル           | 210.0 | ニコラ・ヴォゴンディ             | 6時間03分25秒 | ロマン・シカール               | +12秒  | ヤネス・ブライコヴィッチ         | +15秒  | アルベルト・コンタドール       | 同       | レイン・ターラミャエ           | +18秒  |
| 5          | 6/11 | セル・シュヴァリエ － グルノーブル                 | 143.5 | ダニエル・ナバロ                 | 3時間26分16秒 | エロス・カペッキ               | +34秒  | ティボー・ピノー                 | 同     | ディミトリ・シャンピオン       | +1分39秒 | エゴイ・マルティネス           | 同     |
| 6          | 6/12 | クロル － ラルプ・デュエズ                         | 151.5 | アルベルト・コンタドール         | 4時間31分01秒 | ヤネス・ブライコヴィッチ       | 同     | スィルヴェステル・シュムィド     | +17秒  | ジェローム・コペル             | +24秒    | ユルヘン・ファンデンブルック   | +40秒  |
| 7          | 6/13 | アルヴァール － サランシュ                         | 148.0 | エドヴァルド・ボアソン・ハーゲン | 3時間39分43秒 | アルカイトス・ドゥラン         | +27秒  | エゴル・シリン                   | +32秒  | クリストフ・ル・メヴェル       | +34秒    | ティジェイ・ヴァン・ガーデレン | +40秒  |

## 最終成績

### 総合成績
| 順位 | 選手名                         | 国籍           | チーム                   | 時間           |
| ---- | ------------------------------ | -------------- | ------------------------ | -------------- |
| 1    | ヤネス・ブライコヴィッチ       | スロベニア     | チーム・レディオシャック | 28時間06分28秒 |
| 2    | アルベルト・コンタドール       | スペイン       | アスタナ                 | +1分41秒       |
| 3    | ティジェイ・ヴァン・ガーデレン | アメリカ合衆国 | チーム・HTC - コロンビア | +2分41秒       |
| 4    | ユルヘン・ファンデンブルック   | ベルギー       | オメガファーマ・ロット   | +3分46秒       |
| 5    | ジェローム・コペル             | フランス       | ソール・ソジャスュン     | +4分17秒       |
| 6    | ニコラ・ヴォゴンディ           | フランス       | Bbox ブイグテレコム      | +4分23秒       |
| 7    | クリストフ・リブロン           | フランス       | Ag2r・ラ・モンディアル   | 同             |
| 8    | ピエール・ロラン               | フランス       | Bbox ブイグテレコム      | +6分16秒       |
| 9    | クリス・ホーナー               | アメリカ合衆国 | チーム・レディオシャック | +6分20秒       |
| 10   | スィルヴェステル・シュムィド   | ポーランド     | リクイガス・ドイモ       | +6分57秒       |

### 山岳賞
| 順位 | 選手名                   | 国籍       | チーム                       | ポイント |
| ---- | ------------------------ | ---------- | ---------------------------- | -------- |
| 1    | エゴイ・マルティネス     | スペイン   | エウスカルテル・エウスカディ | 55       |
| 2    | ヤネス・ブライコヴィッチ | スロベニア | チーム・レディオシャック     | 33       |
| 3    | アルベルト・コンタドール | スペイン   | アスタナ                     | 32       |

### ポイント賞
| 順位 | 選手名                         | 国籍           | チーム                   | ポイント |
| ---- | ------------------------------ | -------------- | ------------------------ | -------- |
| 1    | アルベルト・コンタドール       | スペイン       | アスタナ                 | 98       |
| 2    | ヤネス・ブライコヴィッチ       | スロベニア     | チーム・レディオシャック | 98       |
| 3    | ティジェイ・ヴァン・ガーデレン | アメリカ合衆国 | チーム・HTC - コロンビア | 72       |

### チーム時間賞
| 順位 | チーム名                     | 国籍         | 時間           |
| ---- | ---------------------------- | ------------ | -------------- |
| 1    | エウスカルテル・エウスカディ | スペイン     | 84時間39分25秒 |
| 2    | アスタナ                     | カザフスタン | +4分03秒       |
| 3    | Ag2r・ラ・モンディアル       | フランス     | +4分45秒       |